# Hrabstwo Huntington

Piramida wieku hrabstwa

Hrabstwo Huntington (ang. Huntington County) – hrabstwo w stanie Indiana w Stanach Zjednoczonych.

## Geografia
Według spisu z 2010 roku obszar całkowity hrabstwa obejmuje powierzchnię 387,72 mili2 (1004,19 km²), z czego 382,65 mili2 (991,06 km²) stanowią lądy, a 5,07 mili2 (13,13 km²) stanowią wody. Według szacunków United States Census Bureau w roku 2012 miało 36 987 mieszkańców. Jego siedzibą administracyjną jest Huntington.

### Miasta
- Andrews
- Huntington
- Markle (wieś)
- Mount Etna
- Roanoke
- Warren